# 李師科案
李師科案是一起發生在1980年代（民國70年代）的銀行搶案，因是台灣治安史上首件「殺警奪槍，再搶銀行」的案件而知名。
犯人李師科自陳對臺灣經濟起飛時代的暴發戶、經濟犯罪現象頻傳不滿，於1980年1月間，在臺北市街頭持土造手槍，射殺保安警察李勝源，再搶走李員所配點三八左輪手槍。兩年後，於1982年4月14日持著所搶來的警槍，戴假髮、鴨舌帽、口罩，闖入台灣土地銀行古亭分行洗劫，最後搶走新台幣530萬餘元後逃逸。
23天後，一名酷似李師科的計程車司機王迎先被檢舉，並遭到調查小組調查、逼供。5月7日王迎先於帶領警方尋找犯案工具及贓款之過程中，趁機跳秀朗橋墜入新店溪中，史稱王迎先事件。不久後，真正搶匪李師科被逮捕。李師科於1982年5月21日被判處死刑，5月26日清晨執行槍決。
李師科案是臺灣史上第一起「殺警奪槍，再搶銀行」的案件。發生之後，因為模仿效應事件頻傳，臺灣金融機構至2010年代仍要求所有人進入前必須脫下安全帽和口罩。由於李師科自陳犯案動機是對社會經濟不滿，被奉為「義賊」，還有人塑像供奉。本案的案外案王迎先事件，也讓中華民國立法院通過《刑事訴訟法》第27條修正案，規定被告得隨時選任辯護人，避免刑求逼供再度發生。

## 案件經過
李師科（1927年3月5日—1982年5月26日），男，山東省昌樂縣人，小學肄業，識字不多。抗戰期間在張天佐部隊打游擊戰，抗戰勝利後編入中華民國國軍王耀武部隊。濟南陷共後，輾轉至青島，隨國軍由海南島來臺。1959年因病退役，以修車及開計程車為生，不少鄰居找他修理機械及電器。李師科非常喜歡小孩，常跟鄰居的小孩一同玩耍，不少小孩都喜歡他。而當他看到國家銀行千千萬萬的鈔票放給特權、成為呆帳的時候，看到他犧牲青春、犧牲自己與家庭來捍衛的國家竟這樣對待他的時候，他湧起搶劫銀行的念頭。

### 動機
在被捕後，李師科告訴記者，因為他「看不慣社會上的許多暴發戶，經濟犯罪一再發生，所以早就想搶銀行。」。在偵訊時，李師科則表示是「因為對現實不滿，對社會不滿」所以犯下此案。而據類戲劇《台灣變色龍》說法，李師科是因為自己即將步入老年，積蓄不多，又無親無故，為籌養老金才犯罪。

### 策劃
為了實施搶案，李師科先於1980年1月7日在台北市金華街199巷，假詢問永康街位置之名，趁其不注意時，持僅能填裝單發子彈的土造手槍，射殺在教廷大使館服勤的臺北市政府警察局保安警察大隊警員李勝源。然後再搶走死者身上的點三八左輪手槍。李師科殺害警員李勝源後，花兩年時間策劃，才著手搶劫台灣土地銀行古亭分行；選擇此銀行之因為其警備人數不多，當中警備人員又常被調去保護運鈔車，警備甚為鬆散。李師科並多次假將鈔票換作一元硬幣之名了解櫃臺作業情形，以便下手。

### 案發
1982年4月14日下午3時20分，李師科持著先前所搶來的警槍，戴假髮、白色鴨舌帽、口罩，蒙面闖入台灣土地銀行古亭分行，先向行員陳雪鴻確認警衛不在現場，隨後大喊「錢是國家的，命是你們自己的，我只要一千萬元，你們不要過來」，槍傷一名銀行副理林延湖，然後跳上櫃檯洗劫，最後搶走新台幣531萬餘元後逃逸。
本案為台灣治安史上首件「殺警奪槍，再搶銀行」案。經媒體大肆報導後，此案頓時成為民眾熱門話題，推測犯罪者動機及經過成為不少庶民之樂事。警方懸賞200萬元作為破案獎金，高層下令限期破案，但反而埋下之後冤案的導火線。
台北市政府警察局古亭分局廈門街派出所管區警員姚天聲、張維禎於警鈴響後五分鐘內趕至現場，此時李師科已逃逸。經熱心的居民指引，由旁邊的防火巷（當地居民已命名為李師科巷）繼續追緝。在這期間李師科自知若繼續待在台灣難逃法網，加以其生活甚為簡樸，而一次花光又易使人起疑，一時不知該如何花這筆錢，因而決定出國散心。

### 王迎先事件
23天後，一名外型、口音、姿態皆酷似李師科，家中被單又與李師科遺留之棉被款式及圖案相近的計程車司機王迎先，被女兒的男朋友檢舉，遭到調查小組急於破案的員警逮捕。王迎先被逮捕後，遭受內政部警政署刑事警察局肅竊組警官詹俊榮、偵查員謝文昌、洪福川、陳奕煌、周桐明以非法拘禁、刑求逼供等不法方式為刑事偵查。5月7日凌晨3時，王迎先在帶領警方尋找犯案工具及贓款的過程中，趁機跳下秀朗橋墜入新店溪中。在王迎先跳水後不久，真正的搶匪李師科於和平西路的住宅被台北市政府警察局刑事警察大隊逮捕。而在李師科被捕後，高雄縣彌陀鄉（今高雄市彌陀區）又出現銀行搶案。

### 被捕
李師科被捕後，根據《戒嚴法》，承辦檢察官羅明通將案件移送臺灣警備總司令部，由軍事檢察官承辦。由於罪證確鑿，李師科於1982年5月21日被軍事法庭判處死刑，5月26日清晨被中華民國憲兵部隊於臺北縣新店市（今新北市新店區）安坑刑場執行槍決。

### 事後
當初逮捕王迎先之警察自此開始逃亡，其中陳奕煌逃至梨山，俟1988年和1991年兩次減刑，才出面投案。范振宗在擔任行政院農業委員會主任委員前，曾任台灣省諮議會諮議長四十天，在任期內對時任公關科長的陳奕煌相當賞識。2002年，范振宗就任農委會主委後，提拔陳奕煌；陳奕煌連升兩個職等，當上行政院農業委員會林務局東勢林區管理處處長。同時由於當時警察保密不周，媒體又爭奪閱聽率爭得相當激烈，使得秘密證人之個人資料曝光，其住處頓時成為觀光名所，當事人不堪其擾，遂移居他地。
至於詹俊榮則和妻子辦理假離婚，並偽造文書由岳母收為養子改姓為張之後，持登記為「張俊榮」的身份文件先逃往奧地利，再轉至中華人民共和國，因其有於美國接受專業訓練之紀錄，中國大陸方面招攬為公安幹部，官至武漢公安學校副校長。
詹俊榮逃亡後遭到臺灣臺北地方法院發布通緝，通緝時效12年6個月，於1996年12月期滿，現已超過期限，依法免訴。

### 贓款流向
李師科大概花了5萬元於女人身上，以及不到15萬元購買電視機、電鍋與電鬍刀。另外400萬元則包於牛皮紙袋中，並寄放於三重友人家；也因此包錢使友人起疑（當中他曾陷入掙扎：若報案，則李師科之命必絕；若不報案，則政府威信面臨危機，公眾將陷入治安惡化之恐慌），而報案偵破。之所以要把錢寄放在友人家裡，是因為「友人有個小孩唸小學，很可愛。我想，我一定會被捕，乾脆把錢送給友人的女兒，讓她安心唸到大學畢業」（據李師科對記者之陳述）。而剩下的錢李師科擬作為出國散心之用。被捕前他還特別找了不少旅遊導覽、書籍作為國外旅遊參考之用。

## 影響

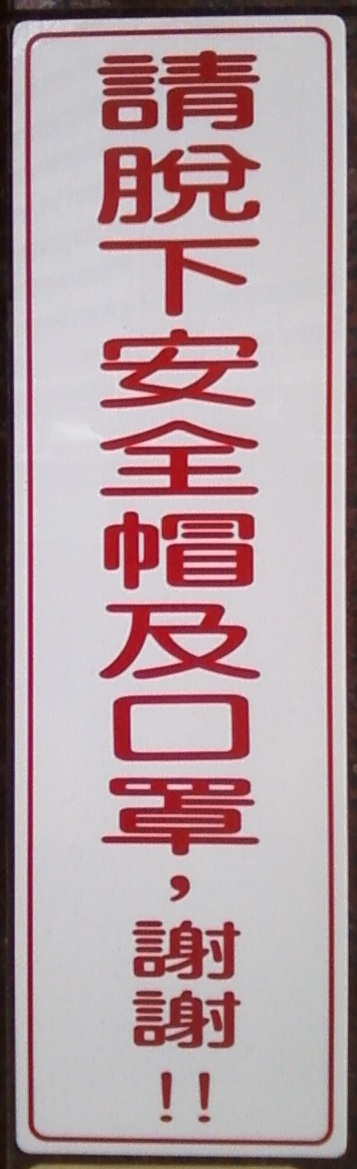
台灣金融機構在李師科案後要求所有人進入前必須脫下安全帽和口罩。

- 在兩百萬獎金驅使下，土銀搶案順利偵破，留下一樁冤案以及五百二十五萬贓款。
- 一清專案
- 由於「王迎先事件」的發生，立法院三讀通過修正《刑事訴訟法》第27條，規定被告得隨時選任辯護人，以期避免刑求逼供再度發生；俗稱「王迎先條款」。
- 部份社會學者開始著手探討孤獨老兵之心理。
- 1982年5月7日，台灣電視公司《台視晚間新聞》率先播出「警方偵破土地銀行古亭分行搶案」新聞，台視主播張繼正同時訪問到李師科，創下58.1%收視率。
- 台灣金融機構因為李師科案造成模仿效應，至今仍要求所有人進入前必須脫下安全帽和口罩[8][9]。（除2020年時因嚴重特殊傳染性肺炎疫情影響暫時容許配戴口罩。）
- 王兆釧於所創辦的無天禪寺供奉其為門神，一說為紀念其劫富濟友，一說為諷刺時政、凸顯國民黨威權統治。[10][11][12]

## 相關作品與事蹟
- 《老科的最後一個秋天》（電影），孫越主演。
- 《大盜李師科》（電影），午馬主演。
- 《狂魔李師科》（電視劇-戲說台灣），洪麟主演。

## 外部連結
- 《東森新聞》2002年6月24日：陳奕煌／當年～　釀成王迎先冤案　5官警中箭落馬 （页面存档备份，存于）
- 【民視新聞網】2005年4月11日：殺警奪槍前例多 李師科轟動社會 （页面存档备份，存于）
- 《自由時報》2005年4月25日：殺警奪槍 罪惡的開端 （页面存档备份，存于）
- 新聞觀察站╱警方洩密 媒體亂爆（页面存档备份，存于）
- 《自由時報》2005年11月10日：殺警奪槍 李師科開惡例 （页面存档备份，存于）
- 《三立電視》2006年4月15日：《福爾摩沙事件簿》陳雅琳報告--第三十一集 李師科銀行搶案24年
- 【民視新聞網】2006年4月24日：24年前李師科案 震驚各界[]
- 文建會 - 國家文化資料庫 - 臺灣歷史辭典數位化知識庫-李師科案[永久]
- 三立電視-福爾摩沙事件簿-李師科 （页面存档备份，存于）

### YouTube
- 李師科落網（第一段 （页面存档备份，存于）、第二段 （页面存档备份，存于），摘自台視開播30週年特別節目《台視新聞30年》）